# NHK高松放送局
NHK高松放送局（エヌエイチケイたかまつほうそうきょく）は、香川県を放送対象地域とする日本放送協会（NHK）の地域放送局。テレビとラジオで県域放送を行っている。アナログテレビ放送の開局は1969年（昭和44年）3月22日で、広域放送圏内を除く全NHK放送局の中で最も遅い。

## 概要
総合テレビ、教育テレビ、ラジオ第1放送、ラジオ第2放送、FM放送の計5波を送出し、香川県向けのローカル放送を実施している。また、テレビ放送における民放は香川県に岡山県を加えた2県を放送エリアとしているため、NHK高松は香川県のみを放送エリアとする唯一のテレビ局でもある。
局舎は高松市錦町一丁目の旧丸亀街道沿いに所在しており、現行の放送会館は1962年（昭和37年）に落成し、1992年（平成4年）にリニューアルしている。その他、丸亀市及び土庄町に支局を有している。
呼出符号（コールサイン）は総合系がJOHP、教育系がJOHDで、親局となる送信所はテレビが高松市東部の前田山（前田山テレビ放送所）、AMラジオが高松市南部の松縄町（松縄ラジオ放送所）、FMラジオが高松市西部の五色台（青峰FM放送所）に置かれている。FM放送に関しては全国のNHK各放送局の中で唯一中継局を一切持たず、五色台1局で県内一円をカバーしている。
香川県の地形的特徴から、ラジオ放送開始当初は大阪や岡山、テレビ放送も開始当初は岡山放送局の放送エリアに含まれており、ローカル放送の開始はいずれも全国的に最も遅い部類に入る。その影響から特に香川県沿岸部においては岡山局（金甲山）を受信する世帯が多く、アナログ放送時代には同所に放送所を持っていなかったNHK高松としては、県内沿岸部各地にサテライト中継局を設けローカル放送に対応していた。それを踏まえ、デジタル放送では金甲山にもNHK高松としての放送所（北讃岐中継局）を設け、香川県沿岸部に向けたローカル放送を行っている。

## 沿革
- 1934年（昭和9年）8月1日 - 社団法人日本放送協会大阪中央放送局高松出張所、開設。
- 1943年（昭和18年）6月 - 高松市寿町の中央通り沿いに「高松放送館」落成。
- 1944年（昭和19年）
  - 2月 - 高松市今里町に今里送信所完成。
  - 5月17日 - 電波管制に伴う措置として高松臨時放送所、今里送信所より放送開始。
    - 周波数1280kc、出力50W、中継放送のみでコールサインなし。高松放送局のラジオの開局日はこの日となっている。
- 1945年（昭和20年）
  - 1月1日 - 松山放送局の中央放送局昇格に伴い、松山中央局に移管。
  - 9月7日 - 高松放送局、開局（高松出張所と高松臨時放送所を合併）（JOHP）。
- 1946年（昭和21年）6月3日 - 臨時放送所開設以来初の高松局制作のローカル番組の放送を開始。
- 1948年（昭和23年）9月28日 - 送信所を高松市今里町から七番丁（現番町1丁目・中央公園南西隅）に移転。
- 1950年（昭和25年）6月1日 - 放送法施行に伴い社団法人日本放送協会が解散。特殊法人としての日本放送協会が設立され一切の権利義務を継承。
- 1954年（昭和29年）12月 - 送信所を高松市七番丁から上福岡町の上福岡放送所に移転。同時に出力を50W→500Wに増力。
- 1957年（昭和32年）12月23日 - 岡山放送局がテレビジョン放送を開始し、放送対象地域に香川県も含まれたため香川県でもテレビ放送が視聴できるようになる。
- 1958年（昭和33年）
  - 5月11日 - 観音寺中継局開局。周波数1040kc、出力100W。
  - 6月29日 - ラジオ第2放送開始（JOHD）。
- 1960年（昭和35年）1月 - ラジオ第1放送の出力を500W→1kWに増力。
- 1962年（昭和37年）10月1日 - 高松市錦町の現在地に「高松放送会館」落成。
- 1963年（昭和38年）9月27日 - ラジオ送信所を高松市上福岡町の上福岡放送所から松縄町の松縄ラジオ放送所に移転。同時に出力を第1放送1kW→5kW、第2放送500W→1kWに増力し、設備を遠隔操作で自動化し施設を無人化。
- 1965年（昭和40年）3月22日 - 高松FM実用化試験局を高松市五色台青峰に開局。
- 1969年（昭和44年）
  - 3月1日 - FM放送開始（JOHP-FM）。
  - 3月22日 -テレビジョン放送開始[1]。
    - コールサイン：総合テレビJOHP-TV、教育テレビJOHD-TV
    - 日本初の大規模UHF局・前田山送信所を親局に西讃岐中継局と同時にUHF波での放送。
    - 高松放送局のテレビ放送開始までの岡山放送局のテレビ放送の放送対象地域から香川県が削除[1]。
- 2006年（平成18年）
  - 9月11日 - デジタル放送に備えてマスターを更新。
  - 10月12日 - 地上デジタル放送の試験放送開始。
  - 12月1日 - 地上デジタル放送（デジタル総合テレビ：JOHP-DTV、デジタル教育テレビ：JOHD-DTV）開始。
- 2011年（平成23年）7月24日 - アナログ放送終了。翌日午前0時完全停波。
- 2023年（令和5年）
  - 4月1日 - 令和改革により、部制（放送部・営業推進部等）からセンター制に見直され、コンテンツセンター、経営管理企画センターへ再編された。
  - 5月22日 - NHKプラスで地域向けのテレビ番組の見逃し配信が開始[2]。

## 地上デジタル放送
- 放送開始時は、高松市の前田山に前田山送信所（高松局、民放の瀬戸内海放送と共用）、放送対象地域外の岡山県玉野市の金甲山に中継局が設置された。

- ワンセグ放送は開始当初松山放送局の内容を放送していたが、現在は高松放送局の内容になっている。

## 放送局・支局所在地
- 高松放送局 - 高松市錦町1丁目12-7
- 丸亀支局 - 丸亀市宗古町13-1 白川ビル
- オリーブ支局 - 小豆郡土庄町字大木戸沖甲5165-216 オーキドホテル内

## チャンネル・周波数
- 太字は親局、それ以外は全て中継局。
- コールサインは総合系統がJOHP、教育系統がJOHD。

### デジタルテレビ
北讃岐の設置場所は民放親局の所在地である岡山県金甲山→域外中継局

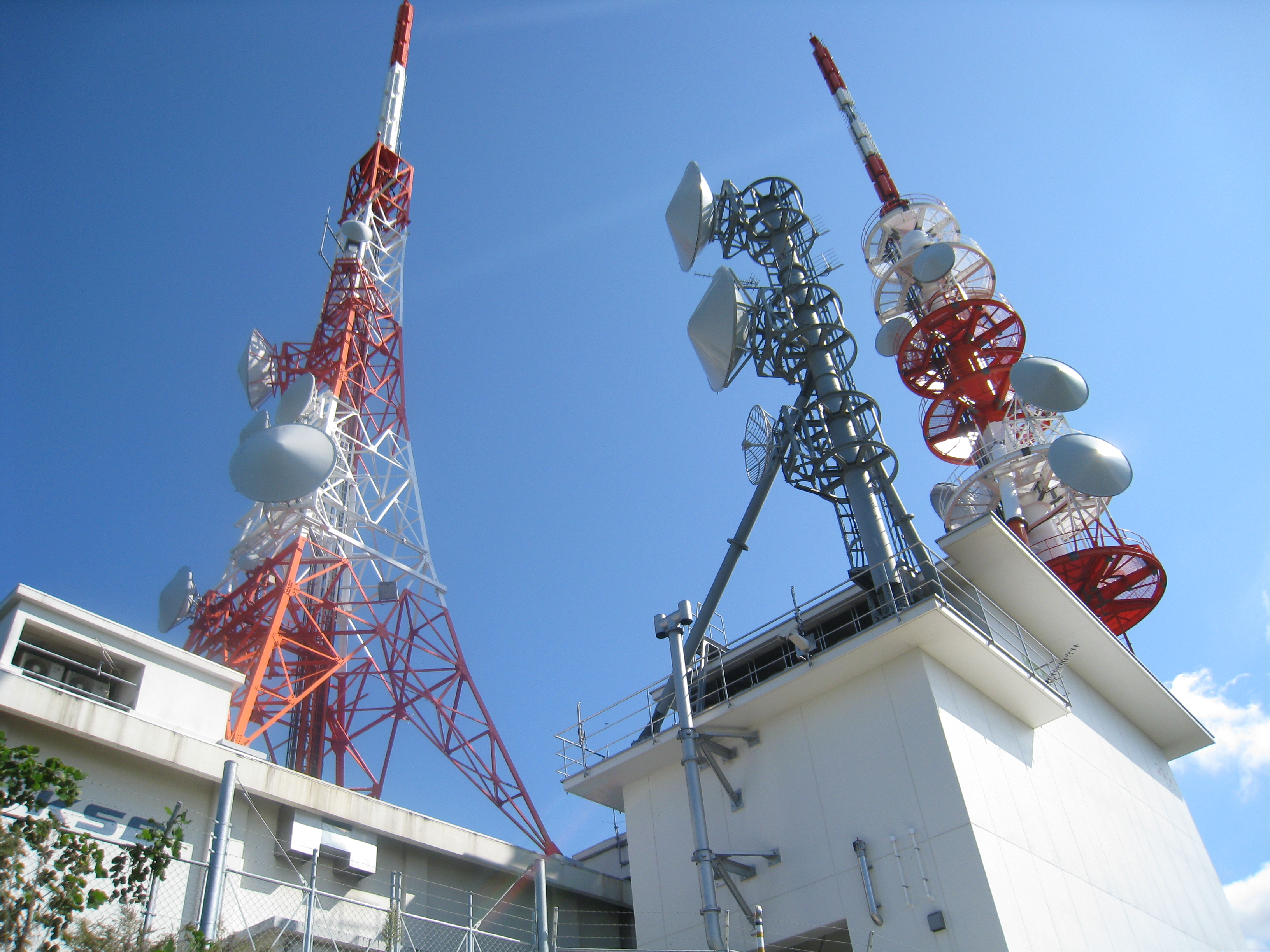
高松・前田山
左がアナログ、右がデジタル放送送信鉄塔

| 総合テレビ リモコンキーID：1 - 高松 24ch JOHP-DTV 1kW（前田山） - 北讃岐 24ch 200W（金甲山） - 西讃岐 24ch 100W（大麻山） - 小豆島 38ch 30W（向山） - 讃岐白鳥 32ch 1W（高平山） - 坂出東 39ch 1W（雄山） - 国分寺 22ch 0.3W（兎子山） - 仁尾 32ch 1W（古江） - 詫間 33ch 0.1W（木ノ峰山） - 綾上 26ch 0.3W（鷹ノ巣山） - 土庄 38ch 1W（高壺山） - 観音寺 32ch 0.3W（七宝山） - 引田安戸 39ch 0.1W - 大内丹生 38ch 0.1W（北山） - 仁尾曽保 25ch 0.05W - 大内水主 24ch 0.1W - 詫間生里 V19ch 0.01W - 詫間名部戸 V33ch 0.05W - 内海橘 V32ch 0.1W - 内海岩谷 32ch 0.1W - 内海当浜 V32ch 0.1W - 内海福田 32ch 0.1W - 内海吉田 V32ch 0.1W - 土庄田井 V29ch 0.05W - 津田の松原 38ch 0.05W | 教育テレビ リモコンキーID：2 - 高松 13ch JOHD-DTV 1kW（前田山） - 北讃岐 13ch 200W（金甲山） - 西讃岐 13ch 100W（大麻山） - 小豆島 51ch 30W（向山） - 讃岐白鳥 45ch 1W（高平山） - 坂出東 37ch 1W（雄山） - 国分寺 47ch 0.3W（兎子山） - 仁尾 13ch 1W（古江） - 詫間 26ch 0.1W（木ノ峰山） - 綾上 22ch 0.3W（鷹ノ巣山） - 土庄 22ch 1W（高壺山） - 観音寺 29ch 0.3W（七宝山） - 引田安戸 33ch 0.1W - 大内丹生 51ch 0.1W（北山） - 仁尾曽保 45ch 0.05W - 大内水主 18ch 0.1W - 詫間生里 V22ch 0.01W - 詫間名部戸 V45ch 0.05W - 内海橘 V33ch 0.1W - 内海岩谷 33ch 0.1W - 内海当浜 V33ch 0.1W - 内海福田 33ch 0.1W - 内海吉田 V33ch 0.1W - 土庄田井 V31ch 0.05W - 津田の松原 44ch 0.05W |

### アナログテレビ
- 総合56局、教育36局で教育の置局のない場所は岡山局など県外電波を受信する。
- ch番号の前にVが付いた局は垂直偏波。
- なお、塩江中継局は、唯一のVHF中継局（総合1ch・教育7ch）であった。

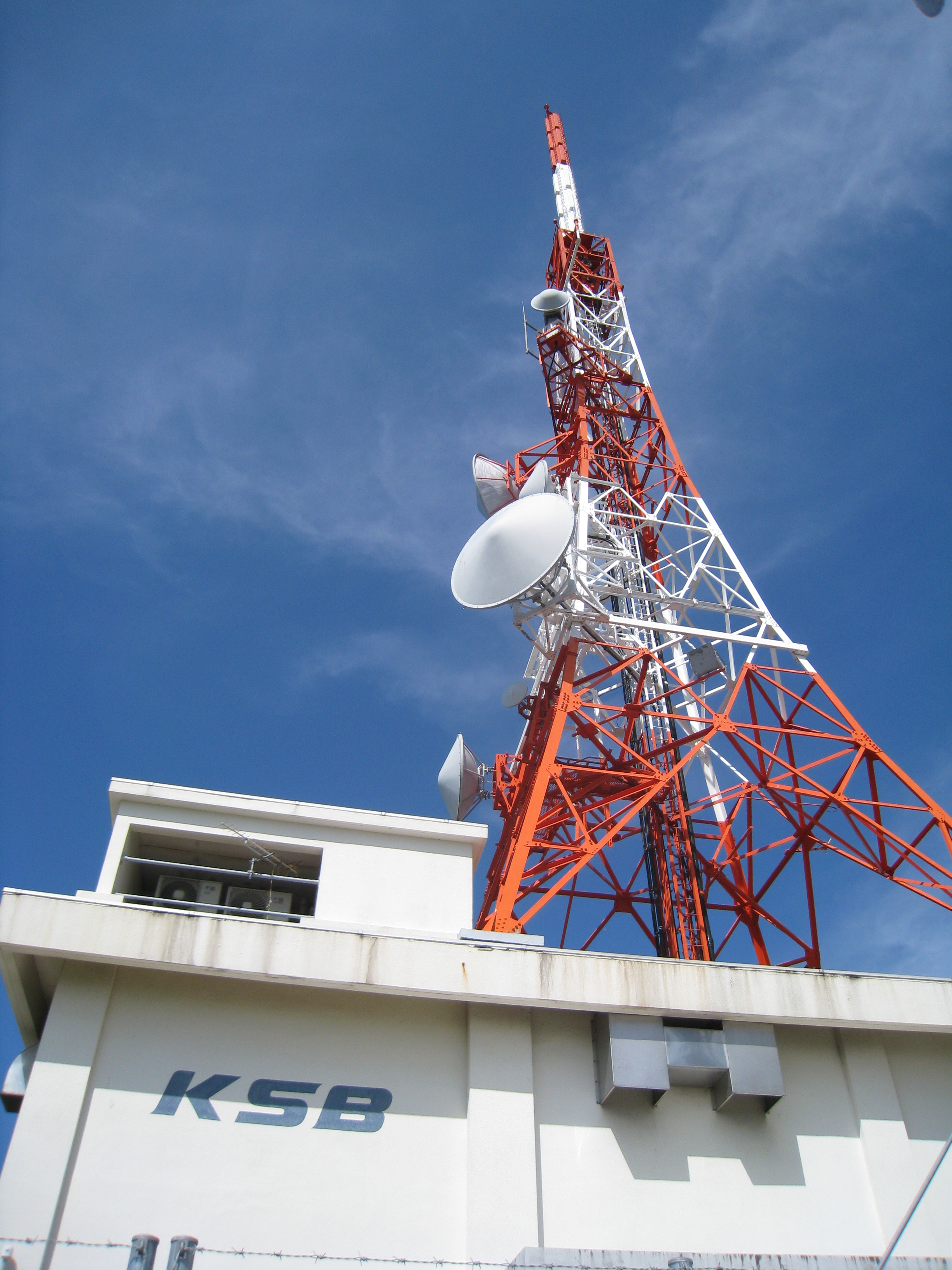
高松・前田山
アナログ放送送信鉄塔

| 総合テレビ - 高松 37ch JOHP-TV 10kW（前田山） - 讃岐白鳥 52ch 10W（高平山） - 塩江 V1ch 3W（内場山） - 西讃岐 44ch 3kW（大麻山） - 坂出西 55ch 10W（聖通寺山） - 国分寺 51ch 3W（兎子山） - 坂出東 61ch 10W（雄山） - 志度 47ch 10W（大谷山） - 琴南 57ch 1W（焼尾峠） - 綾上 52ch 3W（鷹ノ巣山） - 琴南勝浦 49ch 3W - 土庄 56ch 10W（高壺山） - 仁尾 37ch 3W（古江） - 坂出川津 33ch 3W（向山） - 鬼無 62ch 3W（勝賀山） - 庵治 43ch 3W（御殿山） - 坂出王越 49ch 3W - 仲南 V57ch 3W - 観音寺 56ch 3W（七宝山） - 三野 58ch 3W（葛ノ山） - 坂出府中 55ch 1W（城山） - 詑間 59ch 1W（木ノ峰山） - 大内丹生 34ch 1W（北山） - 大内水主 V47ch 1W - 小豆島四方指 53ch 300W（美しの原） - 観音寺室本 V45ch 1W - 直島 52ch 1W - 直島向島 43ch 1W - 伊吹島 V54ch 0.5W - 仁尾曽保 58ch 0.5W - 引田安戸 60ch 1W - 内海橘 V62ch 1W - 牟礼薬師 V56ch 1W（源氏ヶ峰） - 高松浦生 V56ch 1W - 土庄大部 44ch 1W - 土庄田井 V55ch 0.5W - 土庄小部 V44ch 0.5W - 内海当浜 V62ch 0.5W - 内海福田 62ch 3W - 善通寺西稗殿 53ch 0.1W - 仁尾清水 58ch 0.1W - 高松栗林 47ch 10W（稲荷山） - 高瀬音田 53ch 0.1W - 土庄四海 62ch 0.1W - 高松生島 61ch 0.1W - 豊島 61ch 0.1W - 満濃種子 57ch 0.1W - 内海吉田 V39ch 0.1W - 詫間生里 V39ch 0.1W - 多度津白方 59ch 0.1W - 土庄琴塚 37ch 0.5W - 土庄小海 V46ch 1W - 詫間名部戸 V59ch 0.1W - 詫間高谷 V62ch 3W - 小豆島 40ch 300W（向山） - 志度西 60ch 3W | 教育テレビ - 高松 39ch JOHD-TV 10kW（前田山） - 讃岐白鳥 56ch 10W（高平山） - 塩江 V7ch 3W（内場山） - 西讃岐 40ch 3kW（大麻山） - 坂出西 57ch 10W（聖通寺山） - 国分寺 49ch 3W（兎子山） - 坂出東 54ch 10W（雄山） - 志度 56ch 10W（大谷山） - 琴南 54ch 1W（焼尾峠） - 綾上 50ch 3W（鷹ノ巣山） - 琴南勝浦 51ch 3W - 土庄 58ch 10W（高壺山） - 仁尾 54ch 3W（古江） - 坂出川津 26ch 3W（向山） - 鬼無 60ch 3W（勝賀山） - 庵治 45ch 3W（御殿山） - 坂出王越 47ch 3W - 仲南 V55ch 3W - 三野 61ch 3W（葛ノ山） - 坂出府中 60ch 1W（城山） - 大内丹生 44ch 1W（北山） - 大内水主 V45ch 1W - 直島 48ch 1W - 引田安戸 62ch 1W - 牟礼薬師 V58ch 1W（源氏ヶ峰） - 土庄大部 46ch 1W - 土庄田井 V53ch 0.5W - 土庄小部 V46ch 0.5W - 善通寺西稗殿 55ch 0.1W - 高松栗林 59ch 10W（稲荷山） - 高瀬音田 49ch 0.1W - 満濃種子 55ch 0.1W - 多度津白方 61ch 0.1W - 詫間名部戸 V57ch 0.1W - 小豆島 43ch 300W（向山） - 志度西 62ch 3W |

全局2011年7月24日正午をもって運用終了。

### ラジオ
第2放送の送信所は高松のみで、それが受信できない場合は大阪局などの大出力局や岡山局や新居浜局や福山局などの周辺局の電波を受信する。
FM放送においては民放県域FM局のFM香川、西日本放送ラジオのFM補完中継局と同様に中継局は存在せず、親局のみで香川県全土をカバーしている。
| ラジオ第1放送 - 高松 1368kHz JOHP 5kW（高松市松縄町） - 観音寺 1584kHz 100W（観音寺市流岡町） 周辺局 - 岡山 603kHz 5kW（岡山県岡山市） - 大阪 666kHz 100kW（大阪府堺市） | ラジオ第2放送 - 高松 1035kHz JOHD 1kW（高松市松縄町） 周辺局 - 大阪 828kHz 300kW（大阪府羽曳野市） - 岡山 1386kHz 5kW（岡山県岡山市） - 福山 1602kHz 1kW（広島県尾道市） |

FM放送
- 高松 86.0MHz JOHP-FM 1kW[3]（五色台）

### ラジオ注釈
1. ↑  夜間はNHK鳥取第1放送と混信する場合あり。
2. ↑  夜間は韓国KBS第2と混信する場合あり。
3. ↑  近距離にあるNHK新居浜第2放送も同一周波数を使用している。
4. ↑  夜間はNHK金沢第2放送やNHK鹿児島第2放送と混信する場合あり。

## 主な高松局制作番組

### 総合テレビ
太字はNHKプラスの「ご当地プラス」において見逃し配信を実施している番組。
- ゆう6かがわ（平日 18:10 - 19:00）
- さぬきドキっ！（金曜日 19:30 - 19:55 月1本程度）
- ゆう6かがわ845（平日 20:45 - 21:00）
- ニュース（香川）（平日 12:15 - 12:20）
- ゆう6かがわサタデー・サンデー（土曜日・日曜日 18:45 - 19:00[注釈 5]）
  - 2011年度までは土曜・日曜・祝日の12:10と18:45に県域ローカルニュースがあり、後者は『645かがわ』のタイトルがつけられていた（番組表やEPG表記のみで放送上は「NHKニュース」のまま）[注釈 6]。しかし、これらの放送は徳島局・高知局とともに2012年4月1日限りで廃止され、その後は2022年4月3日まで土曜・日曜は全時間帯松山からの四国ブロックニュース・気象情報を放送していた[注釈 7]。平日と土曜日が重なる祝日・年末年始[注釈 8]は従来通り全ての時間帯が松山発となる。
- ジャパン・プロフェッショナル・バスケットボールリーグ・香川ファイブアローズ戦中継（不定期）
  - ホームゲームとビジターゲームの中継がそれぞれ実施されている。相手チームの地元局と2局のみで放送され、ホームゲームでは制作・実況も担当し、ビジターゲームではファイブアローズ側のベンチリポートのみ担当。2011年度以降は放送実績がない。
- Jリーグ・カマタマーレ讃岐戦中継
  - 2013年度からホームゲームのうち数試合を実施。2014年度以降はアウェーでも中継を実施するが、その際は対戦先の地元NHK放送局の映像を使用して高松局のスタジオで実況・解説を行う。

### ラジオ第1放送
- 県内ニュース・気象情報・お知らせ（平日のみ、14:55枠を除きFMでも同時放送）
  - 11:50 - 12:00（国会中継時は11:55 - ・交通情報と合わせて放送）
  - 12:15 - 12:20
  - 14:55 - 15:00（国会中継時・高校野球期間中は休止）
  - 18:50 - 19:00
- 香川ジャーナル（不定期）
- NHKガイナーズナイター（不定期18:00 - 試合終了）
- まんで香川きっきょん!? （毎月最終週 月曜日 17:05 - 17:58）

#### 交通情報（ラジオ第1放送）
月 - 金曜日
- 7:58（祝日を除く）
- 11:50（FMでも同時放送、祝日を除く）
- 17:58（祝日、大相撲期間中を除く）[注釈 9]
- 19:58（四国ブロック全域で放送。祝日を除く）

土曜日
- 7:58（四国ブロック全域で放送。祝日を除く）

## 過去に制作した番組

### 総合テレビ
- ニュースワイド香川→モーニングワイドかがわ（1988年4月4日 - 1993年4月3日）→おはようかがわ（1993年4月5日 - 2020年9月25日）
- マイマイスタジオ→情報BOXかがわ→ひるまえかがわ（1996年4月1日 - 2017年3月31日）→四国 おひるのクローバー（2017年4月3日 - 2020年3月13日）
- てれごじ。（1999年4月 - 1998年3月31日）→ごじ☆えもん（2003年4月 - 2006年3月10日）
- さぬきいきいき百科（1997年4月1日 - 1998年3月31日）
- ニュース香川6:40（1976年4月5日 - 1982年4月2日）→ニュース香川630（1982年4月5日 - 1985年3月29日）→630かがわ（1985年4月1日 - 1988年4月1日）→イブニングネットワークかがわ（1988年4月4日 - 1996年3月29日）→630かがわ（1996年4月1日 - 1998年3月31日）→ニュース6いきいき香川（1998年4月1日 - 2003年3月28日）→ニュースアップ香川→情報ワイド いきいき香川→ゆうどき香川がいっぱい（2006年4月3日 - 2007年3月30日）→ゆうどき香川ニュース610（2007年4月2日 - 2010年3月26日）
- きょうのニュースかがわ
- 845かがわ（1996年4月1日 - 2022年4月1日）
- ゆるタル
- ♪笑ってうたって♪しあわせ家族
- 645かがわ

### ラジオ第1放送
- 香川のみなさんへ

### FM放送
- 夕べのひととき
- FMリクエストアワー

## アナウンサー・キャスター
- 氏名の後の*は、過去に高松局勤務経験のあるアナウンサー。前任地が太字のアナウンサーはその局が初任地。

| 氏名           | 前任地                       | 担当番組                                             | 備考               |
| アナウンサー   | アナウンサー                 | アナウンサー                                         | アナウンサー       |
| -------------- | ---------------------------- | ---------------------------------------------------- | ------------------ |
| 深川仁志*      | 東京アナウンス室             | アナウンスグループ統括 香川県のニュース              |                    |
| 漆原輝         | 東京アナウンス室             | ゆう6かがわ （キャスター）                           | 丸亀市出身         |
| 中村信博       | 松山                         | 香川県のニュース まんで香川きっきょん!? （月替わり） | 高松市出身         |
| 堀越葉月       | 松山                         | 香川県のニュース まんで香川きっきょん!? （月替わり） |                    |
| 中林彩乃       | 初任地                       | 香川県のニュース まんで香川きっきょん!? （月替わり） |                    |
| 契約キャスター |                              |                                                      |                    |
| 野口春香       | 元瀬戸内海放送契約キャスター | ゆう6かがわ （キャスター）                           | 高松市出身         |
| 平田理奈       | 岡山 （契約キャスター）      | ゆう6かがわ （キャスター）                           | 岡山県 倉敷市出身  |
| 坂上千絵       |                              | ゆう6かがわ （リポーター）                           |                    |
| 気象予報士     |                              |                                                      |                    |
| 田井杏佳       | 松江 （気象キャスター）      | ゆう6かがわ （気象キャスター）                       | ウェザーマップ所属 |

## 不祥事

### 休業手当未払いによる是正勧告
2019年3月、女性スタッフへの休業手当を適切に支払っていなかった事に対して高松労働基準監督署から是正勧告を受けた。

## 備考
- NHKが拠点局を中心に全国各地に配備している取材ヘリコプターは、四国管内では拠点局である松山局ではなく当局に配備されている[5]。